# Sociedad Internacional de Plantas Carnívoras
La Sociedad Internacional de Plantas Carnívoras (International Carnivorous Plant Society (ICPS)) es una organización sin ánimo de lucro fundada en 1972. Es la Autoridad Internacional de Registros para cultivares de plantas carnívoras.
La ICPS publica desde su fundación el Carnivorous Plant Newsletter con periodicidad trimestral y a todo color. 

## Iniciativas de conservación
Esta organización ha constituido el Proyecto de supervivencia de Nepenthes clipeata para facilitar la conservación ex situ de la especie. N. clipeata es la especie tropical más amenazada de todas las del tipo urna con tapa conocidas, con una estimación de tan solo 15 plantas en estado silvestre a fecha de 1995. Se estima que hay solamente tres o cuatro líneas de plantas en cultivo genéticamente diferentes en el "mercado blanco" (recogidas legalmente).